# Олігодон попелястий
Олігодон попелястий (Oligodon cinereus) — неотруйна змія з роду Олігодон родини Вужеві. Інша назва «олігодон Гюнтера».

## Опис
загальна довжина досягає 61—76 см. Голова не відмежована від шиї. Тулуб стрункий з гладенькою лускою. Хвіст досить короткий та тупий. Забарвлення червонувато—буре з нечіткими чорними плямами неправильної форми або поперечними смугами, розсіяними до низу тіла, на хвості їх небагато. Черевна сторона світло—рожева. Молоді особини відрізняються темними поперечними смугами на тулубі.

## Спосіб життя
Полюбля вологі, сухі відкриті простори, луги та чагарники. Активний і вдень, і вночі. Миролюбна змія. Харчується павуками та комахами, зокрема цвіркунами.
Це яйцекладна змія. Самиця відкладає 3—5 яєць. 

## Розповсюдження
Мешкає у північно-східній Індії, Бангладеш, Камбоджі, Лаосі, В'єтнамі, М'янмі, Таїланді, західній Малайзії, південному Китаї. 